# Jan Drozdowski (muzyk)
Jan Marian Drozdowski – polski gitarzysta, kompozytor, aranżer, muzyk sesyjny, członek Zarządu Głównego Stowarzyszenia Muzyków Rozrywkowych STOMUR, założyciel i przewodniczący Związku Artystów Wykonawców STOART.

## Kariera muzyczna
Przez 20 lat pracował w Orkiestrze Polskiego Radia i Telewizji Studio S1 pod dyr. Andrzeja Trzaskowskiego. Nagrywał z zespołem studyjnym Arp Life pod kier. Andrzeja Korzyńskiego. Przez 10 lat grał w sekcji rytmicznej duetu fortepianowego Marek i Wacek, był także członkiem wielu innych zespołów, towarzyszących polskim i zagranicznym gwiazdom piosenki. Prowadził też własne grupy muzyczne, z którymi występował w Europie.
Działa społecznie jako wieloletni członek Zarządu Głównego Stowarzyszenia Muzyków Rozrywkowych w Polsce STOMUR. Jest także współzałożycielem Związku Artystów Wykonawców STOART. Obecnie pełni funkcję Przewodniczącego Zarządu STOART. Za swoje osiągnięcia zawodowe został uhonorowany ”Brązowym Medalem MKiDN – „Zasłużony Kulturze Gloria Artis”, oraz odznaczony przez Prezydenta Rzeczypospolitej Polskiej Srebrnym Krzyżem Zasługi.
W swoim dorobku ma ponad 300 płyt, a także muzykę, którą zrealizował do kilkuset filmów, seriali, audycji i programów Polskiego Radia i Telewizji Polskiej, a także na potrzeby twórców spektakli teatralnych.
Jest także kierownikiem artystycznym przedsięwzięć muzycznych swojej żony, piosenkarki Marleny Drozdowskiej. Brał także udział w nagraniu niektórych jej płyt, jak również jest kompozytorem niektórych jej piosenek.